# Eisblume
Eisblume — поп-рок-группа из Берлина, состоящая из вокалистки Сотирии «Рии» Шенк, Кристофа Хесслера (гитара), Филиппа Шардта (бас-гитара), Филиппа Шадерброда (ударные) и Голо Шульца (Клавишные). Группа стала известна после выступления летом 2008 года на разогреве у немецкой группы Ich + Ich. Дебютный сингл группы «Eisblumen» с альбома Unter Dem Eis вошёл в топ-5 Германии. Видеоклип к «Eisblumen» получил номинацию на Echo Award в категории «Лучшее видео». На альбоме Unter Dem Eis присутствует кавер-версия песни МакSим «Отпускаю» на немецком языке — «Überleben».

## История
Группа была образована в Берлине в 2007 году вокалисткой. Группа стала известна после выступления летом 2008 года на разогреве у немецкой группы Ich + Ich. В январе 2009 года Eisblume выпустили свой сингл «Eisblumen» (нем. «Ледяные цветы»), который достиг 3 места на немецких чартах синглов и впоследствии стал 43-м самым продаваемым синглом 2009 года в Германии. Видеоклип также получил номинацию «Лучшие видео» в 2009 году. Также Eisblume были номинированы на три VIVA Comet наград в 2009 году: «Лучшие Новички», «Лучшая Интернет-Звезда» и «Лучшее видео».
Их первый альбом Unter dem Eis дем был выпущен в марте 2009 года лейблом Universal Music. Весной 2009 года они начали свой тур в поддержку нового альбома.
Второй сингл «Leben ist Schön» (нем. «Жизнь прекрасна»), был на 18 месте, и помог их альбому вернуться в Toп 20 немецких чартах. Их Третий сингл «Луиза», кавер-версия Белл, была переведена на немецкий язык и выпущен в ноябре 2009 года и была под номером 29. Песня помогала им выиграть себе вторую и третью номинации ECHO «Лучший национальный видео» и «Лучший национальный дебют» в 2010 году.
В марте 2010 года группа объявила о том, что их дебютный сингл «Eisblumen» будет переведён на французский язык («Fleur de Glace»), помощь в переводе группе оказала французская певица Джена Ли.
В январе 2012 года Eisblume выпустили свой второй альбом — «Ewig» («Вечность»)

## Состав
- Сотирия «Риа» Шенк[нем.] — вокал
- Голо Шульц — клавишные
- Филипп Шардт — бас-гитара
- Филипп Шадерброд — ударные
- Кристоф Хесслер — гитара

## Дискография
- 6 марта 2009 года вышел дебютный альбом Eisblume Unter Dem Eis.
- 16 января 2009 был выпущен первый сингл Eisblumen («Ледяные узоры») — кавер-версия песни группы Subway to Sally. (видеоклип Eisblumen на Youtube)
- 24 апреля 2009 года группа выпустила второй сингл «Leben IST schön» («Жизнь прекрасна»). Вокалистка группы Риа сообщила, что эта песня — для людей, которые задумаются о самоубийстве, песня пытается придать им мужество и оптимизм. (Leben ist schön на Youtube) Оба видеоклипа используют стилистику аниме.
- 6 ноября 2009, был издан третий сингл «Louise» — лирическая баллада о любви и ненависти. Эта песня также является кавером на композицию немецкой рок-группы Bell, Book & Candle (видеоклип Louise на сайте группы )
- 27 января 2012 года был выпущен второй альбом группы-«Ewig».
- Первый сингл с нового альбома "Für immer "вышел 13 января.

### Список композиций Unter Dem Eis
| №   | Название                   | Длительность |
| --- | -------------------------- | ------------ |
| 1.  | «Dämmerung - Intro»        | 1:20         |
| 2.  | «Eisblumen»                | 3:45         |
| 3.  | «Zeit Bleibt Nicht Stehen» | 3:27         |
| 4.  | «Leben Ist Schön»          | 3:38         |
| 5.  | «Überleben»                | 3:55         |
| 6.  | «Land In Sicht»            | 4:15         |
| 7.  | «Hoffnung»                 | 4:24         |
| 8.  | «Zeit Zu Gehen»            | 4:16         |
| 9.  | «Stern»                    | 3:35         |
| 10. | «Liebe Heisst Schmerz»     | 3:17         |
| 11. | «Sieben Mal»               | 3:42         |
| 12. | «Unter Dem Eis»            | 4:12         |
| 13. | «Louise»                   | 3:32         |
| 14. | «Eisblumen» (видеоклип)    | 3:45         |

### Список композиций Ewig
| №   | Название                  | Длительность |
| --- | ------------------------- | ------------ |
| 1.  | «Für immer»               | 3:48         |
| 2.  | «Ich kann Dich sehen»     | 3:45         |
| 3.  | «Soweit war ich noch nie» | 3:29         |
| 4.  | «Bis zum letzten Atemzug» | 3:51         |
| 5.  | «Ein Liebeslied»          | 3:01         |
| 6.  | «Ewig»                    | 3:45         |
| 7.  | «Nimm sie mit»            | 4:07         |
| 8.  | «Schlaflied»              | 2:34         |
| 9.  | «Unzerstörbar»            | 3:30         |
| 10. | «Warten auf ein Wunder»   | 3:37         |
| 11. | «Zweites Gesicht»         | 4:21         |
| 12. | «Wunderkind»              | 3:49         |
| 13. | «River Flows In You»      | 2:59         |

### Чарты
| Год  | Альбом                      | #   | #   | # |
| Год  | Альбом                      | GER | AUT |   |
| ---- | --------------------------- | --- | --- | - |
| 2009 | Unter Dem Eis - Formats: CD | 12  | 24  |   |

Синглы: 

| Год  | Сингл             | Chart Positions | Chart Positions | Chart Positions |
| Год  | Сингл             | GER             | AUT             | SWI             |
| ---- | ----------------- | --------------- | --------------- | --------------- |
| 2009 | «Eisblumen»       | 3               | 25              | 97              |
| 2009 | «Leben Ist Schön» | 18              | 55              | -               |
| 2009 | «Louise»          | 29              | -               | -               |

«Eisblumen» стал 44-м синглом по количеству проданных копий в 2009 году в Германии.

## Критика
Критики часто негативно воспринимают использование группой элементов манги, аниме и эмо культуры с целью получения прибыли. Часто стиль, музыкальная составляющая и голос Риа сравниваются с LaFee, Silbermond, Rosenstolz, Juli, Cinema Bizarre и Angelzoom; группу часто критикуют за отсутствие характерного стиля. В положительных отзывах об Eisblume отмечается искренность текстов песен и близость к аудитории молодых людей в возрасте 12-16 лет.